# Luky Lukáč

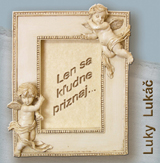
Obal CD z roku 2006

Ľubomír Luky Lukáč (* 7. ledna 1966 Martin) je slovenský folkový skladatel, zpěvák a multiinstrumentalista. Hraje na kytary (včetně elektrické), klavír, fujaru, moxeno, djembe a podobné nástroje. 

Studium na Strojnické a elektrotechnické fakultě, obor Kybernetika v dopravě a spojích na Vysoké škole dopravy a spojů v Žilině ukončil v roce 1989.
Od roku 1992 žije v Praze.
V roce 2006 se znovu vrátil na folkovou scénu a vydal své první autorské CD, na kterém spolupracovali mimo jiné i Jiří Mottl nebo Soňa Jányová. Na housle doprovází Anna Maňhalová a na flétnu Anežka Lukáčová. Finalista konkursu festivalu Zahrada 2007 ČR.

## Diskografie
- Len sa kľudne priznaj, že si čúral do plienok (2006)[3],[4]